# Szabó András (Csuti)
Szabó András, művésznevén Csuti (Csepel, 1984. március 6. –)  magyar műsorvezető, üzletember, speaker

## Életpályája és tévés szereplése
Csepelen nőtt fel elvált szülők gyermekeként, édesanyja többféle munkát vállalt, hogy biztosítsa számára a megélhetést, miközben a nagyszülők is sokat segítettek. Ebben a környezetben sportolt, és vágyott arra, hogy profi labdarúgó legyen – végülazonban a tanulás és a közgazdasági szakképzés felé terelődött a figyelme.
2017-ben az Ázsia Expressz ezüstérmese lett a legelső évadjában Kulcsár Edinával együtt.  2022-ben negyedikként a döntő előtt esett ki a Farm VIP-ből Szorcsik Vikivel együtt. 2023-ban először január 8-án vasárnaponként (majd következő évben hétköznap esténként) jelentkező Sztárok a reptéren című vetélkedőműsorban vállalt műsorvezetést, illetve a Dancing wirh the Stars negyedik évad negyedik adásában esett ki Tóth Katicával együtt. 2024-ben az Újratervezés című műsorban kapott házfelújítási menedzseri posztot, de mellette Szabó Zsófi és Lehoczky Léna is ő vele csatlakoztak a Stohl András csapatához. 2025-ben a saját titkait mesélt műsorvezetőnek a TV2 Titkok Ramónával című video podcast műsorban, valamint a Hexagone MMA Fight Nights Hungary-ben is vezetett személyes műsort (ún: speaker-i posztban dolgozott).

## Televíziós szereplések
| Év        | Műsorai                | Szerep                   | Csatorna |
| --------- | ---------------------- | ------------------------ | -------- |
| 2017      | Ázsia Expressz         | versenyző (2. helyezett) |          |
| 2022      | Farm VIP               | versenyző (4. helyezett) |          |
| 2022      | Szerencsekerék         | játékos                  |          |
| 2023-2024 | Sztárok a reptéren     | műsorvezető              |          |
| 2023      | Dancing with the Stars | versenyző (7. helyezett) |          |
| 2024-     | Újratervezés           | házfelújítási menedzser  |          |
| 2025      | TV2 Titkok Ramónával   | vendég                   |          |